# Nassereith

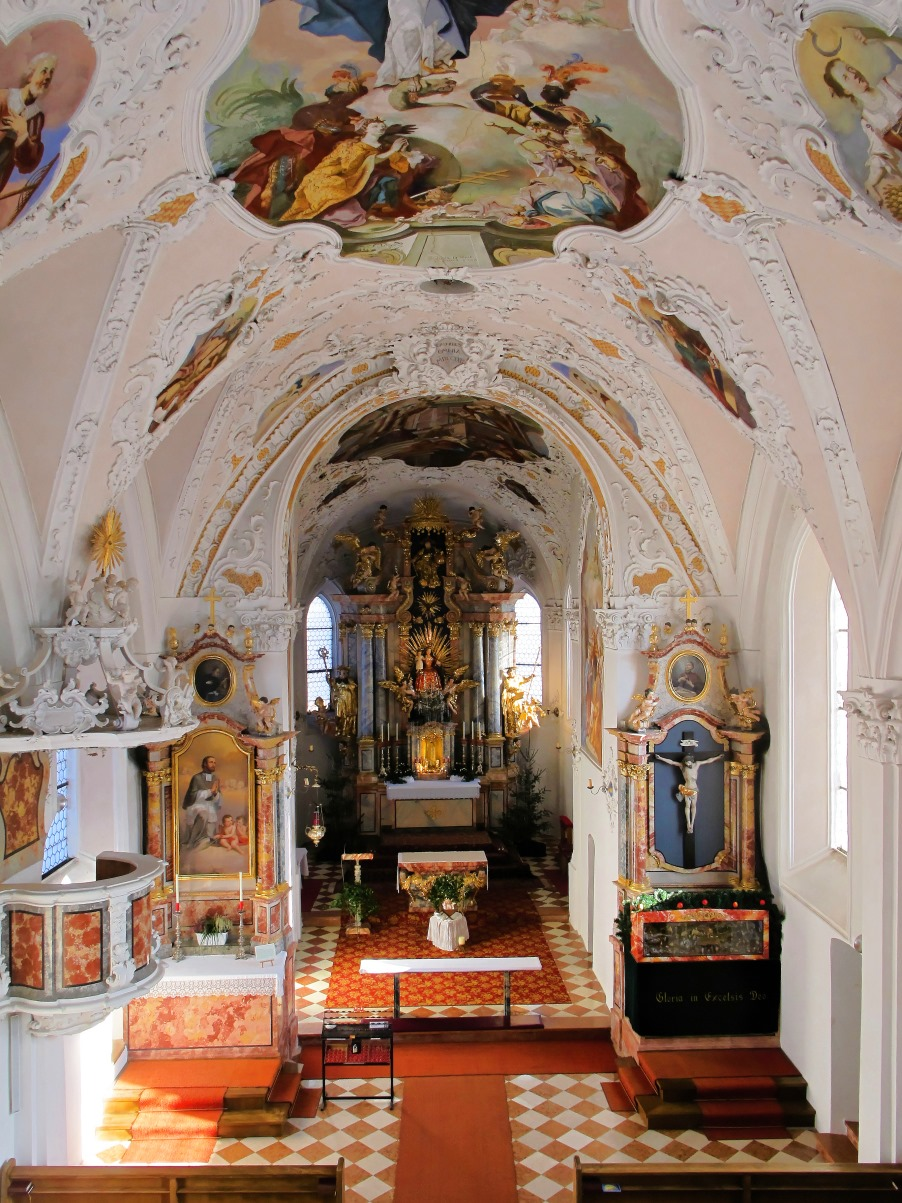
Wnętrze kościoła św. Mikołaja (Hl. Nikolaus) w Dormitz

Nassereith – gmina położona na zachodzie Austrii, w kraju związkowym Tyrol, w powiecie Imst.
Nassereith ma tradycje górnicze. Szyby znajdują się m.in. w dolinie potoku Breitenseebach

## Geografia
Nassereith leży w kotlinie, przy trasie z Imst na przełęcz Fernpass, w dolinie rzeki Gurglbach. Od zachodu rozpościerają się Alpy Lechtalskie z kulminacją Rauchberg. Doliną Gurglbach prowadzi droga krajowa B189 z Imst do Telfs (dawna Via Claudia Augusta), rozgałęziająca się w miejscowości w stronę przełęczy Fernpass i dalej do Lermoos (droga krajowa B179).

## Zabytki
Na terenie gminy Nassereith znajdują się m.in. następujące zabytki:
- kościół Trzech Króli (niem. Pfarrkirche zu den hll. Drei Könige) z XIX wieku, z chrzcielnicą datowaną na 1507
- późnogotycki kościół pielgrzymkowy św. Mikołaja (niem. Wallfahrtskirche hl. Nikolaus) w Dormitz, przebudowany w 1746. Autorem rokokowej polichromii jest pochodzący z Imst Josef Jais.
- Muzeum Regionalne (niem. Heimatmuseum)
- ruiny zamku Sigmundsburg z 1460 roku
- zamek Fernstein, przebudowany w 1720 roku
- kaplica w pobliżu przełęczy Fernpass z XVIII wieku